# Edith Oppenheim-Jonas
Edith Oppenheim-Jonas, née Jonas le 11 novembre 1907 à Oberursel et morte le  22 mars 2001 à Baden, est une peintre, dessinatrice et caricaturiste allemande naturalisée suisse. Elle est notamment connue comme caricaturiste pour le journal  satirique suisse Nebelspalter, créatrice du personnage de bande dessinée Papa Moll et combattante pour le droit de vote des femmes.

## Biographie
Edith Jonas est l'enfant d'un père juif et d'une mère catholique. En 1910, sa famille déménage d'Allemagne dans la ville suisse de Baden où son père, ingénieur professionnel, prend la direction de l'office des brevets de Brown, Boveri & Cie. Toutefois, il est enrôlé dans l'armée allemande pendant la Première Guerre mondiale et  entre 1916 et 1918, la famille vit à Saint-Louis en Alsace afin d'être proche de lui.
Edith Jonas grandit ensuite à Baden avec ses deux jeunes frère et sœur Walter et Margot. Elle est diplômée de l'école de commerce, qu'elle complète par un baccalauréat commercial. En 1932, elle épouse Eric Oppenheim, un anglais ingénieur employé chez ABB ; le couple a trois enfants.
Bien qu'Edith Oppenheim-Jonas se soit intéressée au dessin et à la peinture dès son plus jeune âge et ait suivi des cours de peinture avec Willy Fries pendant 5 ans, elle ne travaille comme illustratrice professionnelle que depuis la crise économique mondiale, d'abord pour gagner un revenu supplémentaire pour la famille.
Pendant la Seconde Guerre mondiale, deux tentatives de la famille pour se rendre en Angleterre via Genève et en France échouent. Elle reste à Baden et y est naturalisée après la guerre.
Edith Oppenheim-Jonas crée le personnage comique Papa Moll en s'inspirant de la vie de sa propre famille dans les années 1950 pour le compte de Pro Juventute. Les aventures de Papa Moll et de sa famille paraissent dans le magazine Junior à partir de 1952, et sous forme de livre à partir de 1967 avec plus d'un million d'exemplaires vendus. À partir de 1975, Papa Moll est publié en éditions cartonnées par  Globi-Verlag à Zürich. En 2012 il y avait 24 volumes de Papa Moll.
Edith Oppenheim-Jonas milite pour l'égalité des femmes et le droit de vote pour les femmes et s'engage dans la SAFFA.
Ses livres ont été traduits en chinois.